# 人生清理員 (電視劇)
《人生清理員》，是由金士傑、鳳小岳、宋芸樺、黃冠智、蔡嘉茵等人主演的電視劇集，故事描述從事特殊現場清潔的「明日清潔社」五位成員們的故事。透過走入一個個現場，清掃每個逝者與親友間的關係與遺憾，同時也照映出主角們各自內心深處的人生課題。
2024年9月7日起每週六晚間9-11點在公共電視播出2集，9/8起每週日晚間8-9點播出1集，Netflix、Hami Video 9/7起每週六晚間10點更新上架。

## 劇情簡介
故事描述從事特殊現場清潔的「明日清潔社」五位成員們：社長龍哥、社員大川、社長女兒利穎、水電兼職萬兔、社員伊雯的故事。用較輕鬆幽默的調性帶出大家的人生故事。主角們透過走入現場，清掃每個逝者最後的現場，也清理逝者與親友間的關係與遺憾，同時照映出主角們各自內心深處的人生課題。

## 演出陣容

### 領銜主演
| 演員   | 角色            | 介紹                                                                                          |
| ------ | --------------- | --------------------------------------------------------------------------------------------- |
| 金士傑 | 何維龍 （龍哥） | 明日清潔社的老闆，也是大家的精神領袖。 外表樸素，是個見過大風大浪、重人情義氣的穩重長輩。     |
| 鳳小岳 | 李井川 （大川） | 龍哥旗下的核心員工，擁有專業的特殊清潔能力。 不修邊幅吊兒郎當的台客樣貌，實際上卻是細心暖男。 |
| 宋芸樺 | 何利穎          | 清社長龍哥的女兒，從國外留學歸國的化學專家。 頭腦聰明反應快，外表冷靜理性，內心善感柔軟。     |
| 黃冠智 | 陳萬圖 （萬兔） | 擁有水電專長的兼職社員，一邊工作還要費心照顧生病的母親。 外表木訥寡言，內在細心體貼。         |
| 蔡嘉茵 | 鄭伊雯          | 是一位單親媽媽，也是明日清潔社的有力成員。 專長是能搬運各種重物，個性樂天溫暖。               |

### 其他演員
| 演員   | 角色                  |
| ------ | --------------------- |
| 葉子綺 | 陳以樂(樂樂)/依雯女兒 |
| 陸弈靜 | 萬兔媽媽              |
| 吳碧蓮 | 小安阿嫲              |
| 許莉廷 | 小安                  |
| 鄭志偉 | 旅店老闆              |
| 傅子純 | 歐仔/戒毒者的哥哥     |
| 潘親御 | 阿杰/歐仔弟弟         |
| 王中皇 | 虎哥/豪宅主人         |
| 林鶴軒 | 小高/電動店店員       |
| 鄒承恩 | 徐瑞德                |
| 夏朧   | 妮妮/大川妹妹         |
| 蘇菲   | 呂小姐                |
| 童毅軍 | 老蔡/殯葬業           |
| 張瓊姿 | 胡莉莉/耀斌媽媽       |
| 林意箴 | 耀斌妹妹              |
| 鄭有傑 | 賴立人                |
| 蔡明修 | 王叔                  |
| 吳昆達 | 文哥                  |
| 張擎佳 | 廣播電台主持人        |
| 黃婕菲 | 投顧老師姑姑          |
| 周明宇 | 投顧老師哥哥          |
| 黃英華 | 投顧老師姊姊          |
| 葉向華 | 大川爸爸              |
| 范乙霏 | 網紅莎莎              |
| 林嘉俐 | 金秀美/莎莎母親       |
| 郭耀仁 | 陳勝/伊雯前夫         |
| 陳幼芳 | 透天厝大嫂            |
| 劉明勳 | 透天厝二哥            |
| 陳婉婷 | 透天厝小妹            |
| 夏騰宏 | 往生者兒子            |

## 外部連結
- 人生清理員 影集版 FB粉絲專頁
- 人生清理員的Instagram帳戶